# Équipe de Tchéquie de Coupe Davis

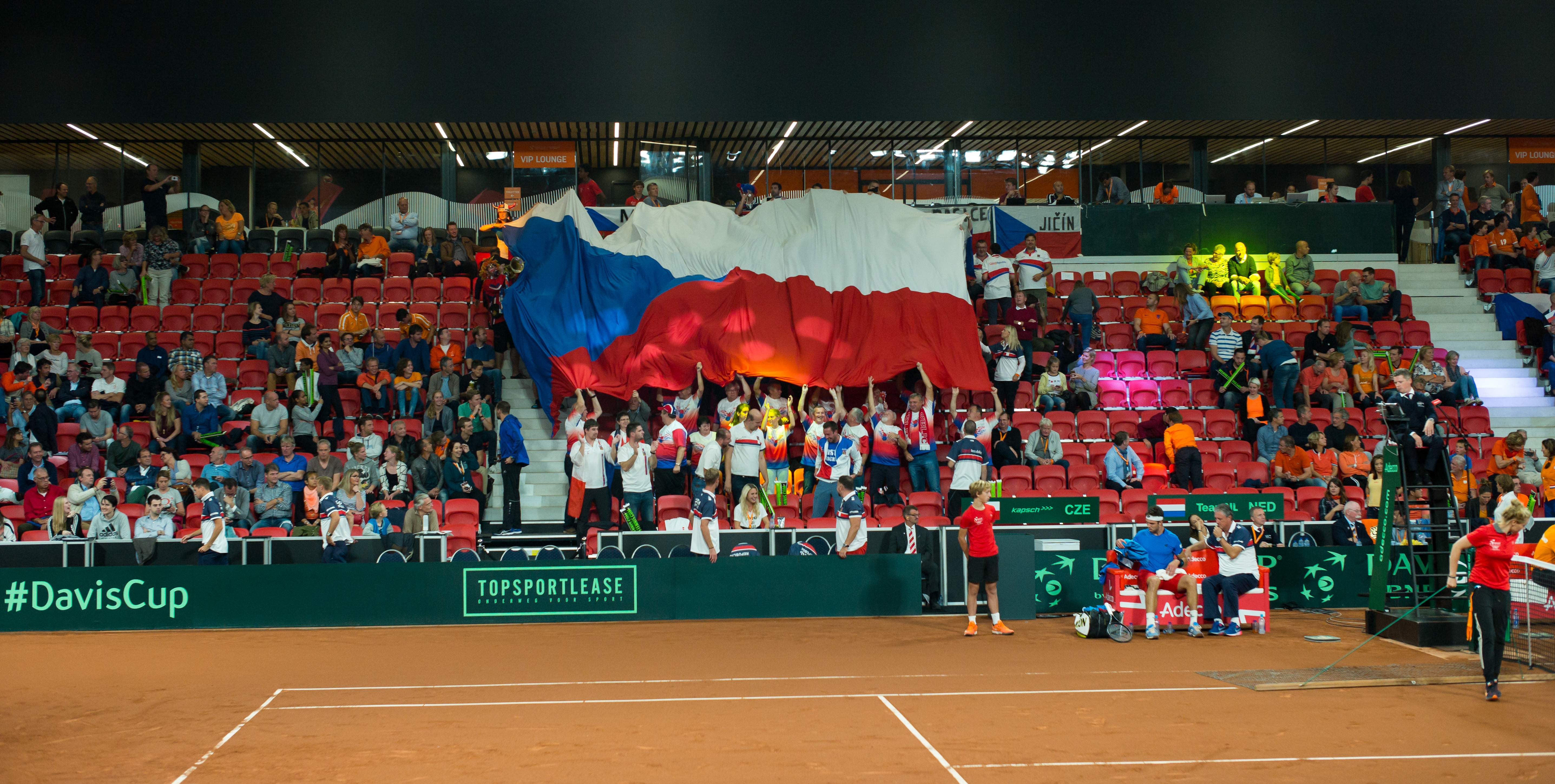

L'équipe de Tchéquie de Coupe Davis (ou équipe de République tchèque de Coupe Davis) représente la Tchéquie à la Coupe Davis. Elle est placée sous l'égide de la Fédération tchèque de tennis. À l'instar de l'équipe de Slovaquie de Coupe Davis, l'équipe de République tchèque succède à l'équipe de Tchécoslovaquie de Coupe Davis.

## Historique
Depuis la scission de la Tchécoslovaquie en 1992, l'équipe de République tchèque a atteint la finale en 2009 face à l'Espagne. En 2012, elle remporte cette fois la compétition face à l'Espagne par 3 victoires à 2. En 2013, elle remporte à nouveau la compétition face à l'équipe serbe, par 3 victoires à 2.
Les victoires de 2012 et 2013 ont notamment été acquises grâce à la paire Tomáš Berdych/Radek Štěpánek qui compte 15 victoires pour 2 défaites (contre les Espagnols Feliciano López/Fernando Verdasco en 2009 et les Français Jo-Wilfried Tsonga/Richard Gasquet 2014). En 2010, 2011, 2012 et 2013 ils sont imbattus.

## Joueurs de l'équipe
Les chiffres indiquent le nombre de matchs joués
- Ivo Minář
- Tomáš Berdych
- Radek Štěpánek
- Lukáš Dlouhý
- Jan Hájek
- Lukáš Rosol
- Jiří Veselý